# Quận của tỉnh Eure
3 quận của tỉnh Eure gồm:
1. Quận Les Andelys, (quận lỵ: Les Andelys) với 10 tổng và 156 xã. Dân số của quận này là 125.594 người năm 1990, 135.740 người năm 1999, tăng trưởng dân số là 8.08%.
2. Quận Bernay, (quận lỵ: Bernay) với 15 tổng và 239 xã. Dân số của quận này là 126.659 người năm 1990, và 131.050 người năm 1999, tăng trưởng dân số là 3.47%.
3. Quận Évreux, (tỉnh lỵ của tỉnh Eure: Évreux) với 18 tổng và 280 xã. Dân số của quận này là 261.565 người năm 1990, và 274.264 người năm 1999, tăng trưởng dân số là 4.86%.